# Newport (Rhode Island)
Newport is een kustplaats in de Amerikaanse staat Rhode Island. De plaats kent een kleine 25.000 inwoners. Newport is bekend door de enorme villa's, een marinebasis en veel huizen uit de koloniale tijd, toen het een belangrijke havenplaats was. Het is een centrum van de watersport.
Een bezienswaardigheid is het Old Colony House, dit gebouw uit 1741 deed tot 1900 dienst als een van de twee parlementsgebouwen van Rhode Island. In de tussenliggende 159 jaar vergaderde het parlement om het jaar in de hoofdstad Providence en in Newport.

## Geschiedenis
Aan het einde van de 19e en begin van de 20e eeuw was Newport een badplaats voor de welgestelde Amerikanen. Zij bouwden grote vakantiewoningen om daar de zomers door te brengen. Door de economische crisis van 1929 en de Tweede Wereldoorlog raakten veel van deze huizen in verval. In 1945 richtte een groep mensen een vereniging op om deze huizen te behouden, de Preservation Society of Newport County. In 1945 werd Hunter House het eerste en oudste huis van de vereniging. In 1948 stelde Gladys Vanderbilt Széchenyi de vakantievilla van de familie The Breakers open voor het publiek om de vereniging aan het geld te helpen voor de restauratie van Hunter House. Door de combinatie van donaties en de opbrengst van de toegangskaarten heeft de vereniging nu 11 locaties met ongeveer 30 gebouwen en daarbij behorende tuinen onder beheer. De meest bekende is de villa van de spoorwegmagnaat Cornelius Vanderbilt, The Breakers, gebouwd in 1895. Andere bekende villa's zijn Marble House en Rosecliff.
In Newport werd ook de eerste synagoge van de Verenigde Staten gebouwd: de Touro Synagogue.

## Sport
Het eerste US Open golftoernooi en het eerste US amateurkampioenschap werden in 1895 gehouden op de Newport Country Club. Winnaar van het US Open was de Engelsman Horace Rawlins; het US Amateur werd gewonnen door de Amerikaan Charles Macdonald.
Newport staat bekend in de geschiedenis van het tennis als de plaats waar in 1881 het eerste kampioenschap van de United States National Lawn Tennis Association (tegenwoordig United States Tennis Association) werd gehouden. De International Tennis Hall of Fame is in Newport gevestigd en het jaarlijkse Tennistoernooi van Newport vindt er plaats sinds 1971.
Tussen 1930 en 1983 werden verscheidene malen de zeilwedstrijden voor de America's Cup in Newport gehouden.

## Plaatsen in de nabije omgeving
De onderstaande figuur toont nabijgelegen plaatsen in een straal van 20 km rond Newport.

## Geboren
- Stephen Decatur sr. (1752-1808), marineofficier
- Matthew Calbraith Perry (1794-1858), commodore van de U.S. Navy
- Joseph Peckham (1849-1904), componist
- Charles A. Zimmermann (1862-1916), musicus, componist en dirigent
- John LaFarge (1880-1963), jezuïet
- Gladys Vanderbilt Széchenyi (1886-1965), lid van de rijke Amerikaanse familie van Nederlandse afkomst Vanderbilt
- Van Johnson (1916-2008), acteur
- Harry Anderson (1952), acteur en goochelaar
- Ken Read (1961), zeiler
- Tanya Donelly (1966), zanger/songwriter en gitariste
- David Narcizo (1966), drummer (Throwing Muses)
- Mena Suvari (1979), actrice
- Nadia Björlin (1980), actrice.
- Kelly Clark (1983), snowboardster

## Overleden
- John Pendleton Kennedy (1795-1870), politicus en schrijver
- Gouverneur Kemble Warren (1830-1882), ingenieur en generaal
- Joseph Peckham (1849-1904), componist
- Raphael Pumpelly (1837-1923), geoloog en ontdekkingsreiziger
- Ade Bethune (1914-2002), Belgisch-Amerikaans katholiek liturgisch kunstenares

## Afbeeldingen

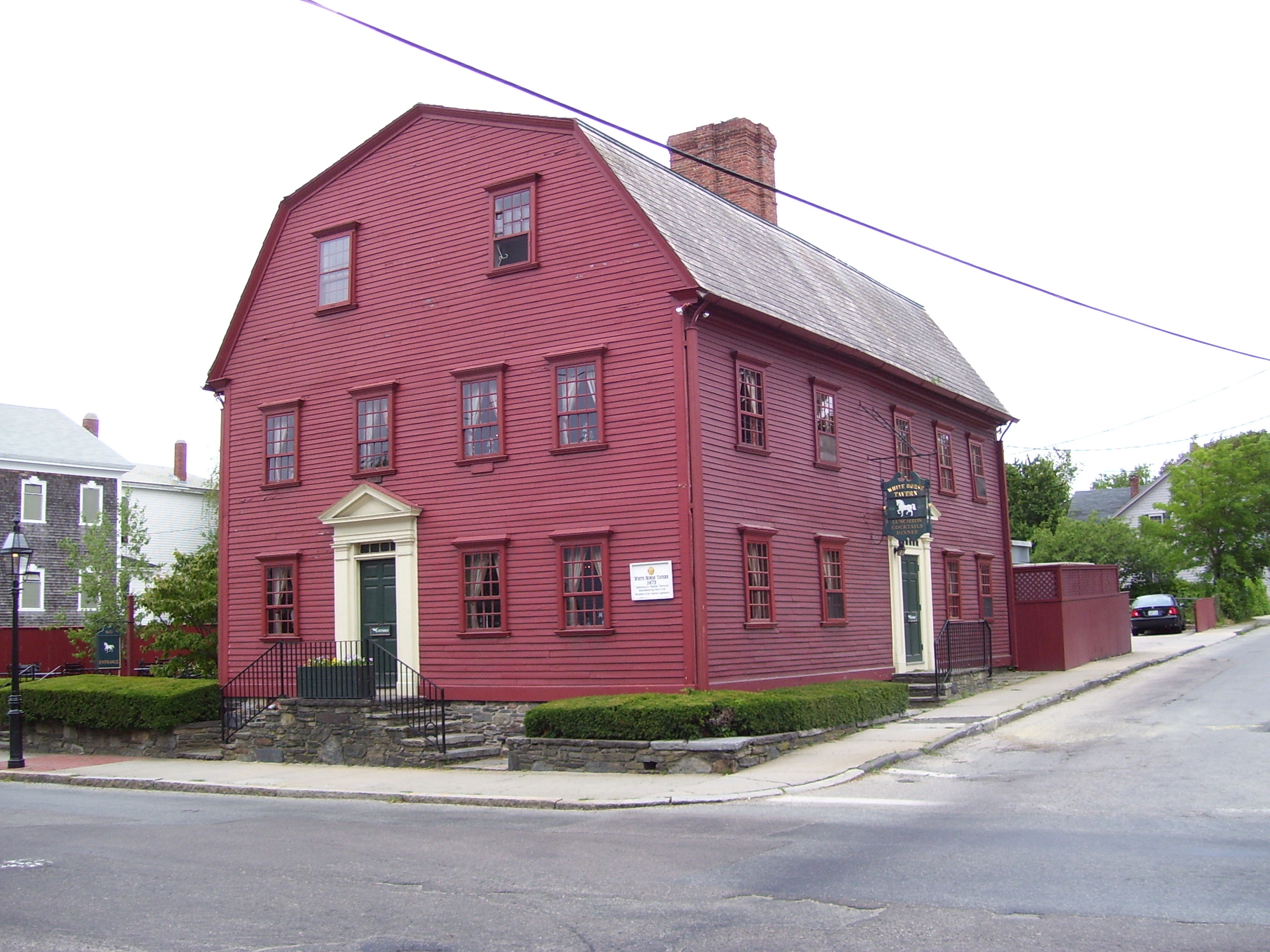
De White Horse Tavern is mogelijk de oudste taverna van de Verenigde Staten. Ooit was de piraat William May hier de baas. Het pand is nog gebruikt als parlementsgebouw van Rhode Island.
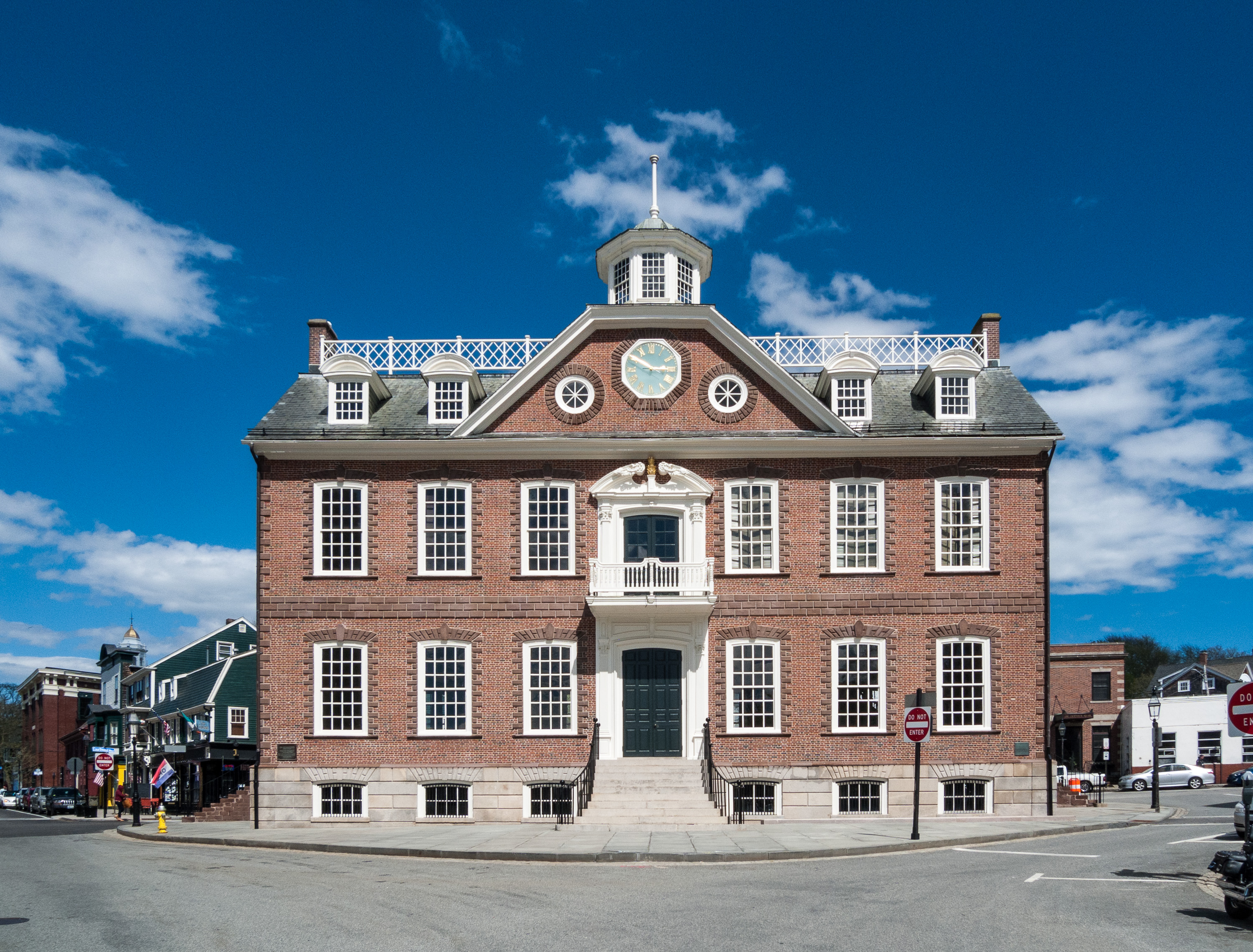
Old Colony House ooit het parlementsgebouw van koloniaal Rhode Island. Vanaf de Amerikaanse onafhankelijkheid tot 1900 werd het nog steeds periodiek als parlementsgebouw van de staat gebruikt.
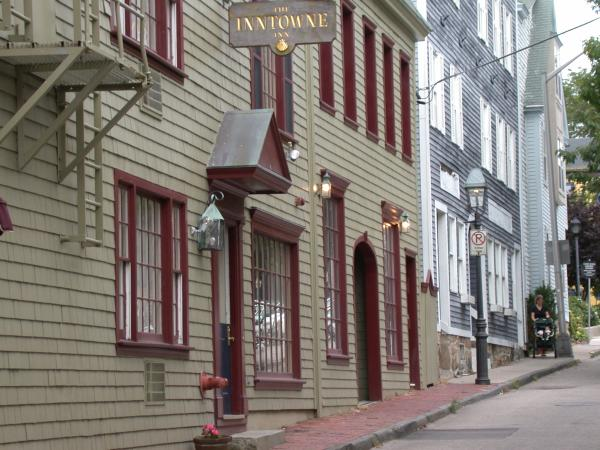
Straat in Newport
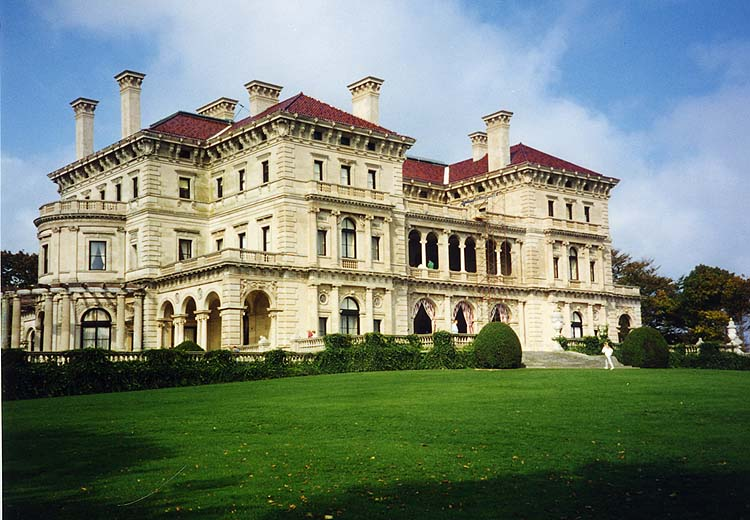
The Breakers
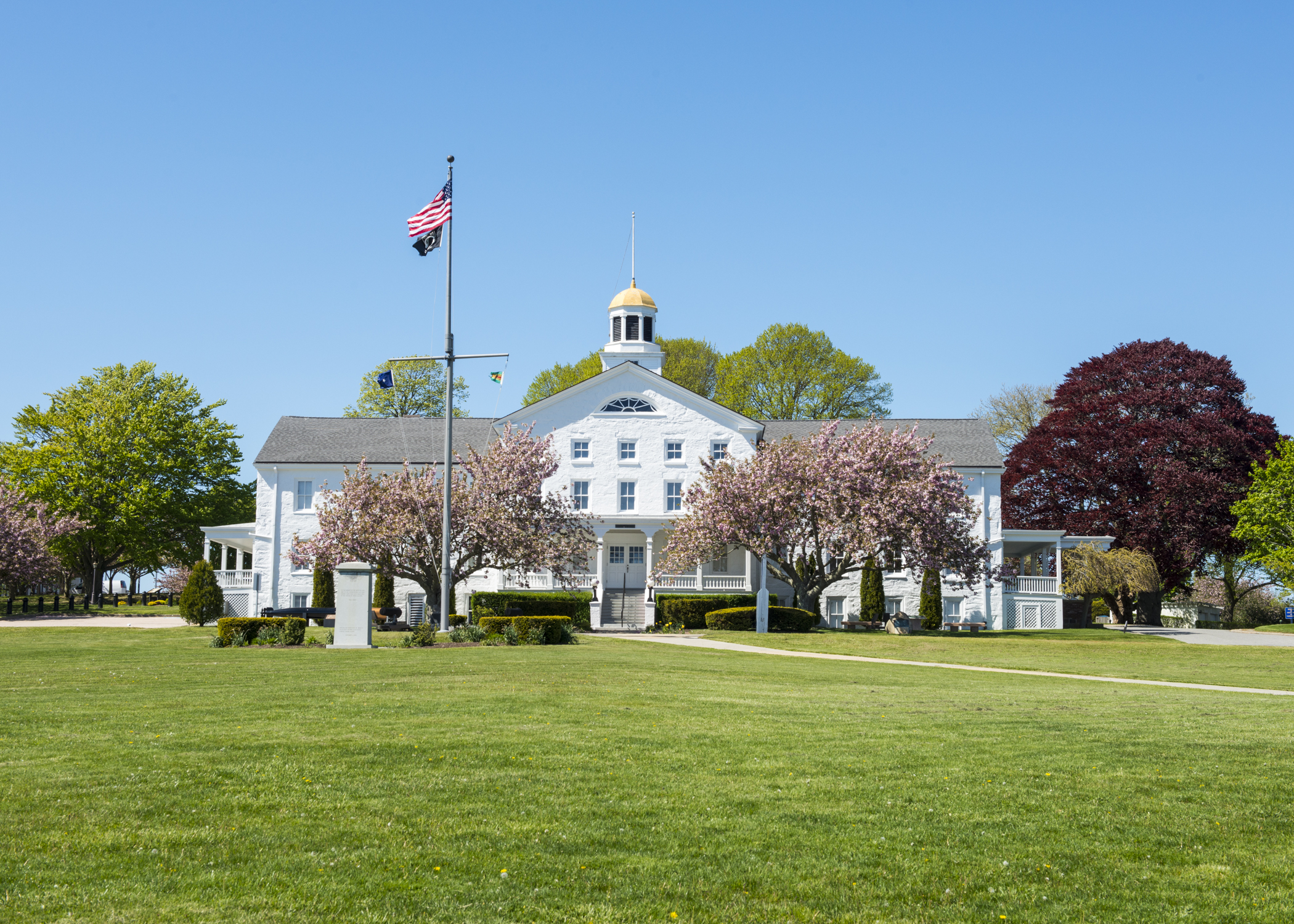
Een van de gebouwen van het Naval War College
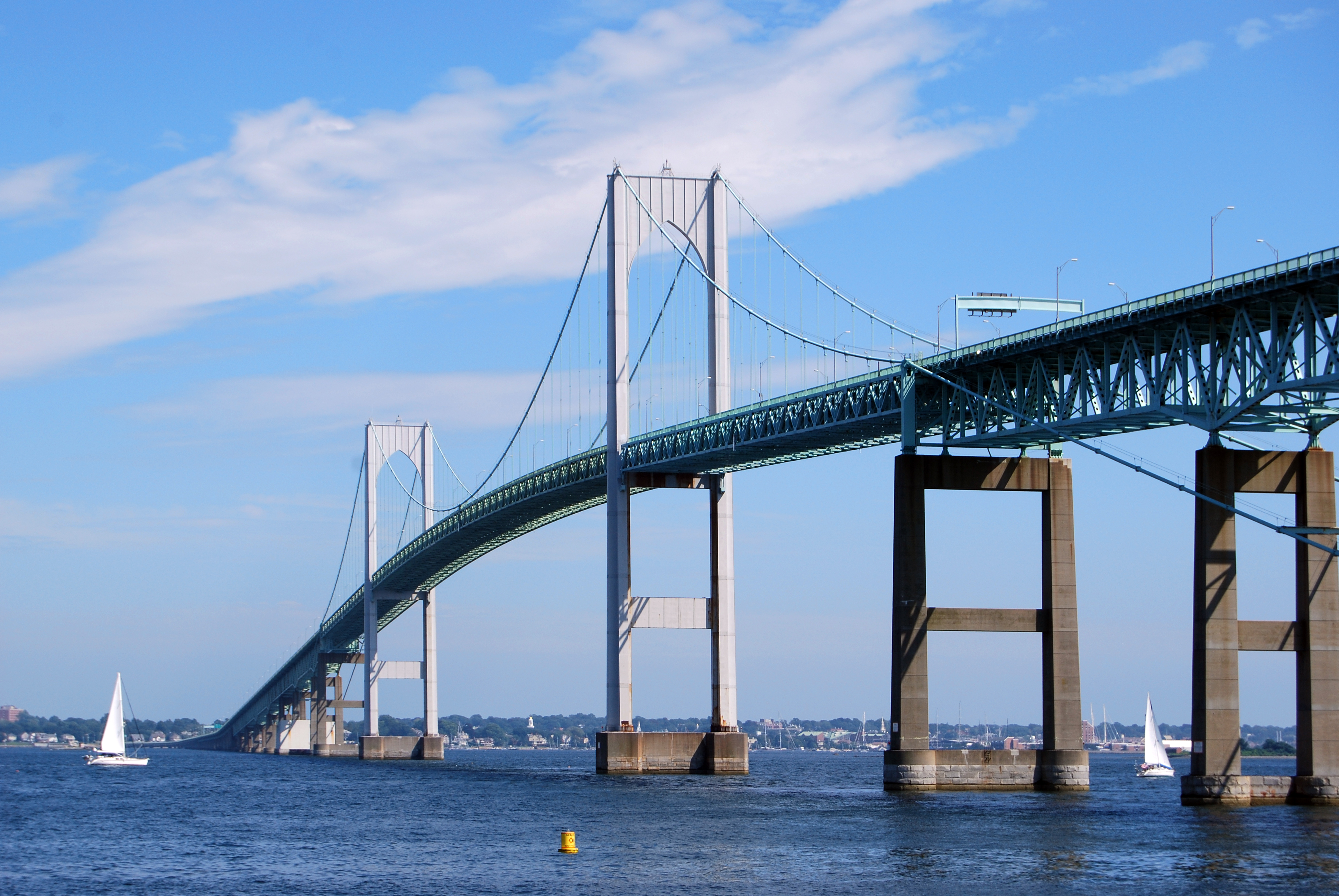
De Claiborne Pell Newport Bridge die de stad met het nabijgelegen James Town verbindt. De brug is onderdeel van de Rhode Island Route 138, een doorgaande weg dwars door de staat.
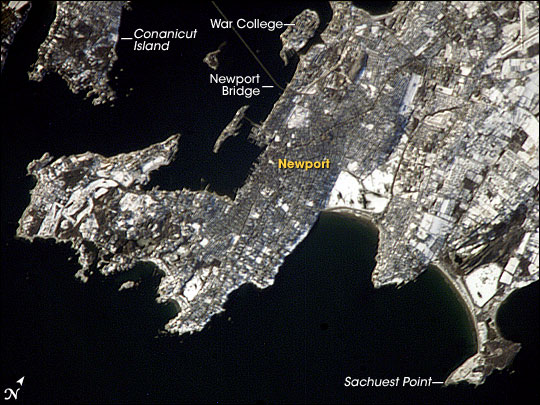
Newport vanuit de ruimte